# هرادتس-نووا وس
هرادتس-نووا وس (به چکی: Hradec-Nová Ves) یک منطقهٔ مسکونی در جمهوری چک است که در ناحیه یسنیک واقع شده‌است. هرادتس-نووا وس ۴٫۵ کیلومتر مربع مساحت و ۳۳۸ نفر جمعیت دارد و ۳۶۴ متر بالاتر از سطح دریا واقع شده‌است.